# Đorđe Čović
Đorđe Čović (Maglaj, BiH, 1964.) je bački hrvatski političar s Palića.
Rođen je u Maglaju. U Subotici je završio dva fakulteta: Učiteljski fakultet i Ekonomski fakultet. Danas je savjetnik predsjednika Skupštine Vojvodine. Predsjedava udrugom Croaticum. Članom je prvoga saziva Hrvatskog narodnog vijeća Republike Srbije. 
Od 2004. do 2007. godine bio je dopredsjednik DSHV-a. Nakon toga osnovao je novu hrvatsku stranku u Vojvodini, Demokratsku zajednicu Hrvata čijim je predsjednikom. 